# Live Fat, Die Young
Live Fat, Die Young is een compilatiealbum van het Amerikaanse punklabel Fat Wreck Chords. Het werd uitgegeven op 6 maart 2001 en is het vijfde album uit de Fat Music-serie.

## Nummers
1. "Down This Road" - Zero Down
2. "Let Me Down" - No Use for a Name
3. "Seattle Was a Riot" - Anti-Flag
4. "Always" - Good Riddance
5. "Flesh and Bones" - Fabulous Disaster
6. "I Believe" - Sick of It All
7. "Shut the Door" - Mad Caddies
8. "Dear James" - Consumed
9. "Novacain" - Strung Out
10. "Hearing Aid" - Bracket
11. "Prognosis: Fuck You" - Frenzal Rhomb
12. "San Francisco Fat" - NOFX
13. "Join the Ranks" - Rise Against
14. "Alison's Disease" - Lagwagon
15. "R.A.F." - Wizo
16. "War Is Peace, Slavery Is Freedom, May All Your Interventions Be Humanitarian" - Propagandhi
17. "Bad Place" - Tilt
18. "Who's Asking" - Snuff
19. "Hats Off To Larry" - Me First and the Gimme Gimmes
20. "I Follow" - Swingin' Utters